# Belgische Beroepsvereniging voor Arbeidsgeneesheren
De Belgische Beroepsvereniging voor Arbeidsgeneesheren of BBvAG is een beroepsvereniging voor arbeidsgeneesheren in België.

## Doelstellingen
- Promoten van de arbeidsgeneeskunde
- Uitwisselen van informatie
- Stimuleren van een kwaliteitsvolle beroepsuitoefening
- Verdedigen van een degelijke beroepsactiviteit
- Samenwerken met verenigingen met gemeenschappelijke doelstellingen betreffende het welzijn op het werk

Op regelmatige tijdstippen wordt een nieuwsbrief verstuurd naar de leden.
Eénmaal per jaar, doorgaans in november, organiseert de BBvAG de Nationale Dagen voor Arbeidsgeneeskunde.

## Bestuur
| Functie         | Naam        |
| --------------- | ----------- |
| Voorzitter      | B. Curvers  |
| Ondervoorzitter | L. Godderis |
| Ondervoorzitter | M. Borguet  |